# Эрджиес
Эрджиес или Эрджия́с (тур. Erciyes) — большой стратовулкан в Турции, на юго-востоке Анатолийского плоскогорья, во внутренней части Малоазиатского нагорья, в 25 километрах к югу от города Кайсери. Самая высокая гора центральной Малой Азии. Имеет две вершины. Высшая имеет высоту 3864 метров, вторая — 3703 метра. Диаметр горы 72 километра, покрывает территорию 3800 квадратных километра. На склонах 28 конусов. Ледник спускается до высоты 3300 метров. У подножий и в нижних частях склонов — поля, сады, виноградники.

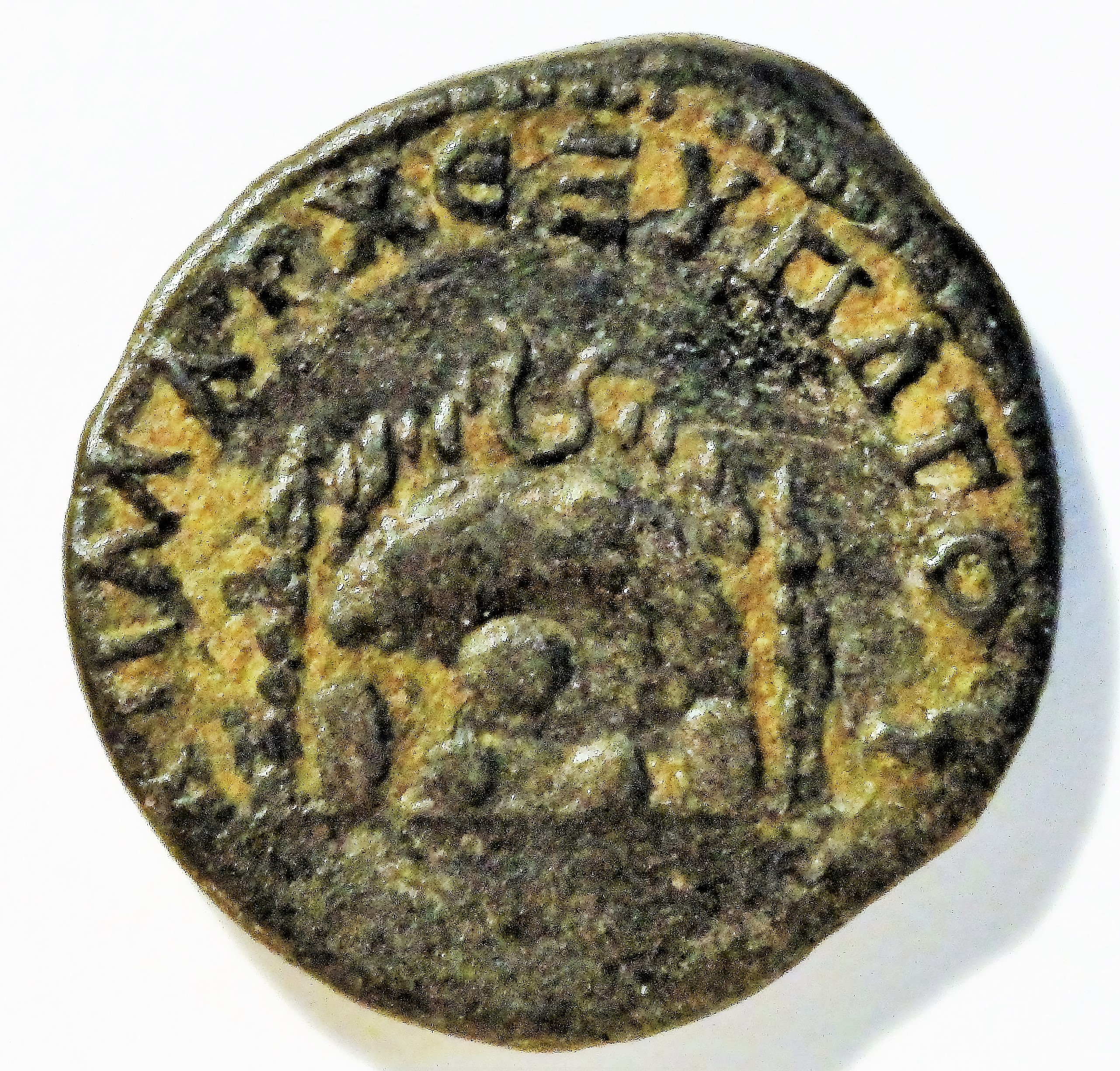
Изображение обожествлённой горы Аргей на тетрадрахме Траяна (98—117)

С хеттского периода почиталась обожествлённая гора Хархара (хетт. Harhara, Hargaia, Harkasos — Белая гора от хетт. ḫarki- — белый), Хаззи и Намни — в хурритской мифологии согласно надписям в Язылыкая. Надписи, содержащие название обожествлённой горы, выполнены лувийскими иероглифами и относятся к VIII веку до н. э. Есть перерыв в археологических и эпиграфических данных об этом культе в период, когда Каппадокия стала ахеменидской сатрапией и до падения Каппадокийского царства. При царе Архелае возродился культ обожествлённой горы называемой в тот период Аргей, Аргеос, Аргеус (др.-греч. Αργαίος, лат. Argaeus) или Аргейская гора (Ἀργαῖον ὄρος). Местный культ обожествлённой горы Аргей существовал до III века. Изображение обожествлённой горы Аргей чеканилось на монетах и вырезалось на геммах. Эдуард Герхард и другие учёные пишут о культе Зевса Аргейского. Солин писал, что каппадокийцы утверждают, что их Бог живёт на Аргее. Максим Тирский в речи «Можно ли стать хорошим по божественному уделу?» писал: «Каппадокийцы считают гору божеством, клянутся ею и кланяются как священному изображению» («Гора у каппадокийцев — бог, и отрада, и кумир», др.-греч. Ὄρος Καππαδόκαις καὶ θεὸς καὶ ὅρκος καὶ ἄγαλμα). Пик Аргей на Луне назван по имени горы Аргей.
Страбон писал об Аргее как о «самой высокой горе из всех», с вершины которой в ясную погоду можно было увидеть море Понт (Чёрное море) и Исский залив (Искендерун), о лесах в окрестностях Аргея. Гай Юлий Солин, Аммиан Марцеллин и Плиний Старший упоминают Аргей в описании Каппадокии и города Мазака (Кесарии Каппадокийской, ныне — Кайсери). Клавдиан писал о Аргее, «где пасутся летучие кони».
Произношение имени Эрджияс (Erciyas) изменено на Эрджиес (Erciyes) в 1940—1960-е годы из-за сингармонизма.
Вулкан извергался примерно в 6880 году до н. э. О вулканической активности сообщают Страбон и Клавдий Клавдиан. Последняя вулканическая активность была в 253 году, выбросы метана происходили в болотистой местности Султан Сазлыгы.
Первое восхождение совершил в 1837 году альпинист Уильям Гамильтон. Затем на гору поднялся Платон Чихачёв в 1849 году и Генри Фэншейв Тоузер.